# レーティッシュ鉄道Gmf4/4 242-243形ディーゼル機関車

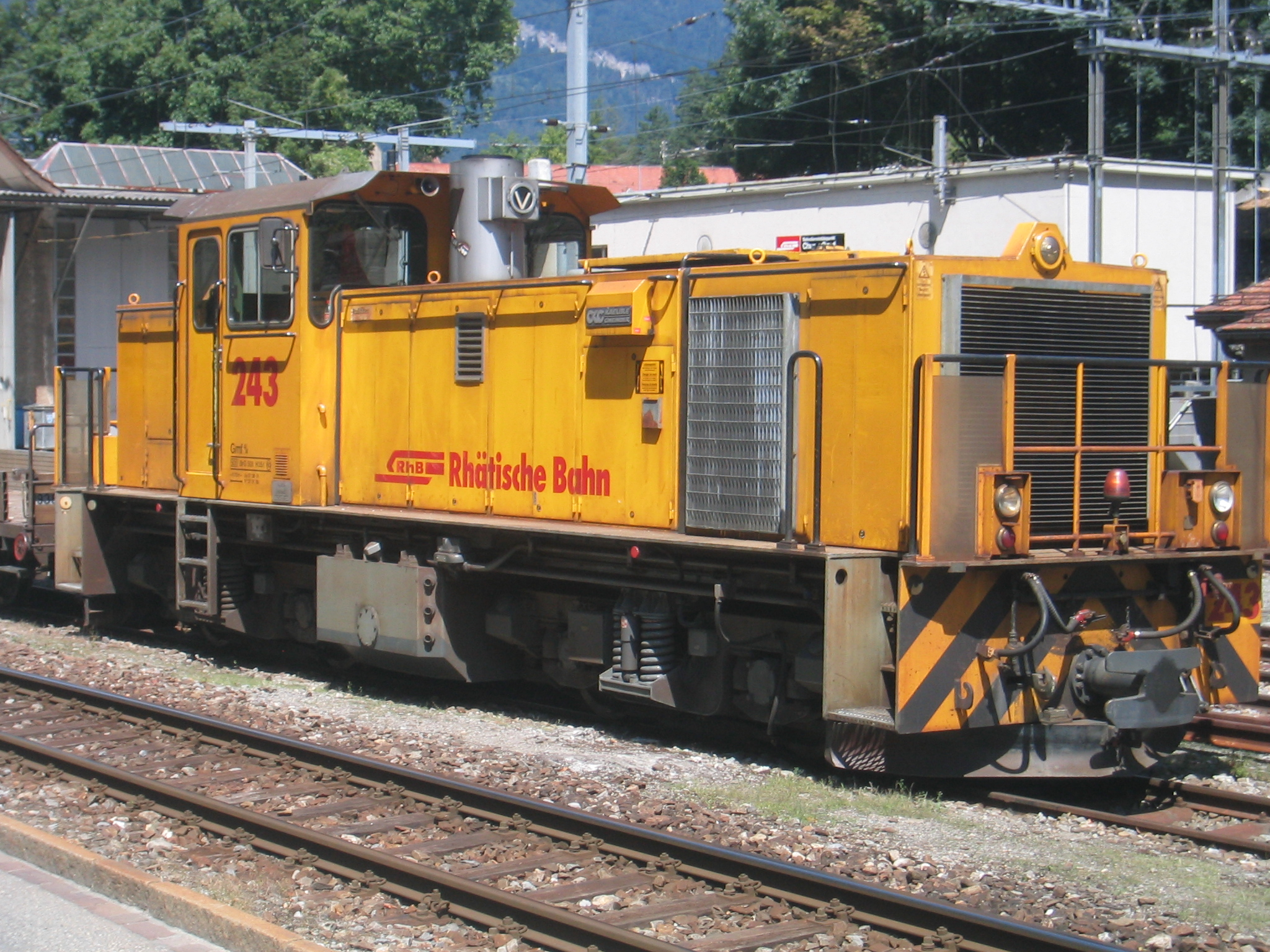
Gmf4/4 243号機

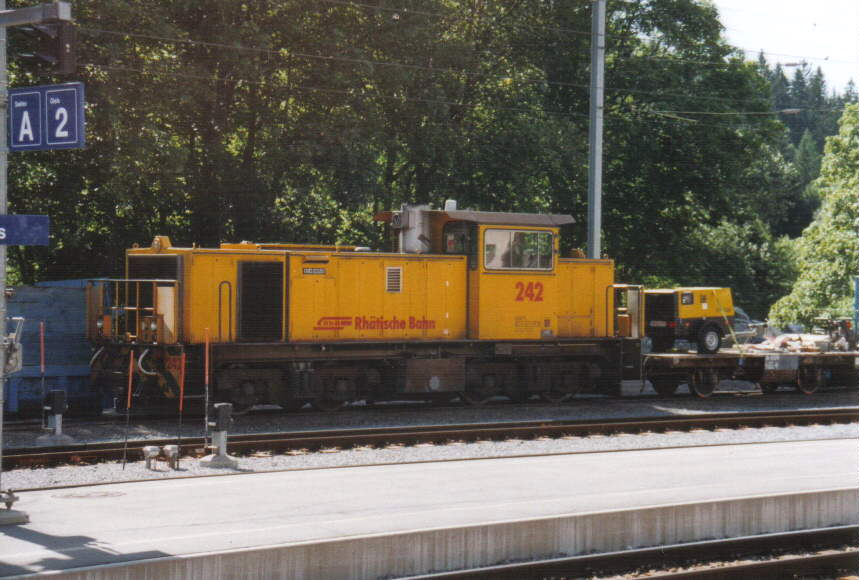
Gmf4/4 242号機、クロスタース駅構内

レーティッシュ鉄道Gmf4/4 242-243形ディーゼル機関車（レーティッシュてつどうGmf4/4 242-243がたでぃーぜるきかんしゃ）は、スイスのレーティッシュ鉄道（Rhätischen Bahn (RhB)）で使用される入換および工事列車用ディーゼル機関車である。

## 概要
フェライナトンネルの建設に際して1991年にドイツのKaelble-Gmeinderで製造された入換・産業用標準型ディーゼル機関車2両を購入したのが本機であり、同時に1959年、マシーネンバオ・キール製G 400 BB型の中古機をGm4/4形241号機とした機体を合わせて計3両が工事列車の牽引用に用意されたものである。1999年の開業まではフェライナ線の建設工事列車の牽引に、その後は一般の工事列車や入換用、フェライナトンネルの救援列車牽引用として使用される汎用機で、ディーゼルエンジン1基を搭載して最大牽引力165kNの性能を発揮する。車体および車体の製造および最終組立をKaelble-Gmeinderが担当し、機関はCataerpillar製、液体変速機はVoith　Turbo製を搭載しており、価格は1両1,700,000スイス・フランである。それぞれの機番と製造年は下記の通り。
- 242 - 1991年7月19日
- 243 - 1991年7月8日

## 仕様

### 車体
- 車体は型鋼を組んだ台枠の中央に運転室を設置した凸型で、前位側の長いボンネットに機関と駆動装置、ラジエター等を設置し、後位側の短いボンネットに補機を搭載したセミセンターキャブとなっている。また、前後の正面にはデッキとステップが設置されている。
- 全体に角ばった形態であり、運転室正面は大形の2枚窓で前位側の窓間には煙突が設置されており、側面はバックミラー付の引違い窓が設置され、扉は片側にのみ設置されている。ボンネットも角型で点検扉と手すり、機関側の先端にラジエターが設置されている。デッキ上左右に丸型前照灯を尾灯のユニットが、ボンネット上部中央に丸型前照灯が1箇所設置されている。
- 連結器は台枠に設置されるねじ式連結器で、緩衝器（バッファ）が中央、フック・リングがその左右にあるタイプで、ある。また、台車枠の前面下部には小型のスノープラウが設置されている。
- 塗装
  - 車体塗装は工事用機標準の黄色をベースに、ボンネット正面および側面のラジエターのルーバーと屋根、煙突が銀色で、台枠端梁は黄色と黒のゼブラ塗装、手すり類は黒、床下機器と台車はダークグレーである。
  - 運転室側面と後位側ボンネット正面、前位側の端梁には機番が、前位側ボンネット側面にはレーティッシュ鉄道のロゴがそれぞれ赤色で入れられている。

### 走行機器
- 本機はディーゼル機関を1基搭載し、動力伝達方式は、トルクコンバータにより4軸の動輪に動力を伝達する液体式となっている。
- 機関は発電プラントなど産業用のCataerpillar製4サイクル、V型12気筒の3412 DITAディーゼルエンジンを搭載しており、定格出力は559kW/1800rpm[6]である。
- 液体変速機は産業用および入換用機関車向けのVoith-turbo製L3r4 U2[7]を搭載しているが、この変速機は変速2段のフォイト式で、トルクコンバータ2組4基内蔵して前後進の切換もトルクコンバータの充排油により行うものであり、機関との組合わせにより最大牽引力165kN、定格牽引力102kNの性能を発揮する。
- そのほかのブレーキ装置は、空気ブレーキ（機関車用）、列車用の真空ブレーキ装置、バネブレーキ、コンバータブレーキ機能を装備する。
- 台車は軸距2000mm、車輪径920mmの鋼板溶接組立式台車で、軸箱支持方式は円筒案内式、枕バネをコイルバネとしたGmeinder製の標準型としており、各軸に砂箱を設置、最小通過曲線半径は35mとなっている。
- そのほか無線操縦装置を搭載しており、このため形式名に"f"追加されてGmfとなっている。

### 主要諸元
- 軌間：1000mm
- 最大寸法：全長11700mm、全幅2664mm、最大高3820mm
- 軸距：2000mm
- 台車中心間距離：5500mm
- 最小通過曲線半径：35m
- 自重：50.3t
- 走行装置
  - 主機：Cataerpillar 3412 DITA 4サイクルディーゼルエンジン×1台（定格出力：559kW）
  - 液体変速機：Voith L3r4 U2×1台
- 牽引力：102kN（定格）、165kN（最大出力）、121kN（10km/h）、70kN（20km/h）、38kN（40km/h）、30kN（50km/h）、21kN（60km/h）
- 最高速度：60km/h
- ブレーキ装置：空気ブレーキ（機関車用）、真空ブレーキ（列車用）、バネブレーキ、コンバータブレーキ

## 運行
- 製造後は主にフェライナトンネルの建設工事に使用されたが、このトンネルは全長19.042kmでフリュエラ峠を越える狭軌山岳トンネルでは世界最長のトンネルである。
- フェライナトンネルは1997年貫通、フェライナ線は1999年開業であるが、本機は主にこの建設用に1991年以来使用されている。
- トンネルの坑内には800mm軌間の工事軌道があり、SCHÖMA[8]製のトンネル工事用小形ディーゼル機CFL200DCL型やCFL180DCL型をTm 2/2形として使用し、坑外および1000mm軌道敷設後の坑内では本機が使用され、Gm4/4 241形が予備となっていた。トンネルの南側のサヤインス-ツェルネッツ間ではFau 8761-8760形34t積ダンプ式土運車などと共に、北側では土運コンテナを積載したR-w 8351-8387形34t積コンテナ車などと共に使用されていた。
- トンネル開通後は工事列車や入換用に使用されており、243号機はラントクアルトで使用されているが、クロスタースに配置された242号機はこれらのほかに、セルフランガ駅に配備されたXak 9381機材輸送車、Xak9383救援車、Xah-y 9385消火車からなるトンネル救援列車[9]の牽引用ともされている。また、運転室上隅部がベルニナ線の車両限界を超えているため、同線へは入線しない。